# Tipula lithostrota
Tipula lithostrota är en tvåvingeart som beskrevs av Alexander 1961. Tipula lithostrota ingår i släktet Tipula och familjen storharkrankar. Inga underarter finns listade i Catalogue of Life.